# Marie McDonaldová
Cora Marie Fryeová (6. července 1923 Burgin – 21. října 1965 Hidden Hills) byla americká herečka a zpěvačka.

## Život
Narodila se 6. července 1923 ve městě Burgin v Kentucky jako dcera vězeňského dozorce Evertta Fryeho a Marie Taboniové (rodným jménem McDonaldová), která vystupovala v Ziegfeld Follies. Její rodiče se však brzy rozvedli a Marie se se svou matkou a nevlastním otcem přestěhovala do města Yonkers v New Yorku.
Poté, co v 15 letech vyhrála několik místních soutěží krásy, se začala živit jako modelka a v roce 1939 získala roli v inscenaci Earl Carroll's Vanities (~ Marnosti Earla Carrolla) na Broadwayi. Krátce na to se přestěhovala do Hollywoodu a doufala, že se stane herečkou. Nadále však dělala modeling a přivydělávala si v nočních klubech jako zpěvačka.
V prosinci 1940 se přidala ke sboru Tommy Dorsey & His Orchestra a začala s ním vystupovat v rozhlasové show. O dva roky později si změnila jméno na McDonaldová a podepsala smlouvu s Universal Studios. Téhož roku se objevila mj. ve filmu Pardon My Sarong (1942), který jí vysloužil přezdívku „The Body“. Universal však brzy opustila a přešla do studia Paramount.
Během 2. světové války se stala velmi populární pin-up girl a několikrát se objevila i v armádním týdeníku Yank.
První pozitivní recenze získala za film-noir Guest in the House (1944) a první hlavní role se dočkala o rok později v komedii Getting Gertie's Garter (1945). V roce 1947 přešla do studia Metro-Goldwyn-Mayer, ale po propadáku Living in a Big Way (1947) studio rychle opustila a odešla do Columbia Pictures.
Během 40. let natočila celkem 15 filmů u čtyřech různých studií, ale začátkem 50. let s filmováním téměř skončila a začala se soustředit na divadlo a na hudbu. Na filmové plátno se poté vrátila už jen dvakrát.
Dne 21. října 1965 spáchala sebevraždu předávkováním se drogami v pouhých 42 letech.
Marie McDonaldová se vdala celkem sedmkrát.
1. Richard Allord (1940–1940), herec
2. Victor Manuel Orsatti (1943–1947), hledač talentů
3. Harry Karl (1947–1954), herec
4. Harry Karl (1955–1958), herec
5. Louis Bass (1959–1960), bankéř[1]
6. Edward F. Callahan (1962–1963), bankéř[2]
7. Donald F. Taylor (1963–(její smrt) 1965), producent[3]

## Filmografie (kompletní)
- 1941 Věčná Eva (režie Henry Koster)
- 1942 You're Telling Me (režie Charles Lamont)
- 1942 Pardon My Sarong (režie Erle C. Kenton)
- 1942 Lucky Jordan (režie Frank Tuttle)
- 1943 Tornado (režie William Berke)
- 1943 Riding High (režie George Marshall)
- 1943 A Scream in the Dark (režie George Sherman)
- 1944 Standing Room Only (režie Sidney Lanfield)
- 1944 Our Hearts Were Young and Gay (režie Lewis Allen)
- 1944 I Love a Soldier (režie Mark Sandrich)
- 1944 Guest in the House (režie John Brahm, André De Toth, Lewis Milestone)
- 1945 It's a Pleasure (režie William A. Seiter)
- 1945 Getting Gertie's Garter (režie Allan Dwan)
- 1947 Living in a Big Way (režie Gregory La Cava)
- 1949 Tell It to the Jungle (režie Norman Foster)
- 1950 Once a Thief (režie W. Lee Wilder)
- 1950 Hit Parade of 1951 (režie John H. Auer)
- 1958 The Geisha Boy (režie Frank Tashlin)
- 1963 Promises! Promises! (režie King Donovan)